# Bullyparade – Der Film
Bullyparade – Der Film ist eine deutsche Kinokomödie von Michael „Bully“ Herbig. Es handelt sich dabei um einen fünfteiligen Episodenfilm, der auf den Sketchen der ProSieben-Sendung Bullyparade basiert. Anlässlich des 20-jährigen Bestehens der Show erschien der Film am 17. August 2017 in den deutschen Kinos. Als Hauptdarsteller sind Herbig selbst sowie Christian Tramitz und Rick Kavanian zu sehen, die zusammen insgesamt 26 Rollen übernehmen.

## Handlung
Der aus fünf einzelnen Episoden bestehende Film greift verschiedene aus der Bullyparade bekannte Figuren auf:
- Die Brüder Kasirske, Jens und Jörg, möchten den Mauerfall und den damit verbundenen Auftritt von David Hasselhoff im Jahre 1989 verhindern. Sie reisen mit einem umgebauten Trabi zurück in die DDR, um an der berühmten Pressekonferenz von Günter Schabowski teilzunehmen, wo auch die tschechischen Journalisten Bronko Kulička und Pavel Pipovič ihre Fragen stellen.
- Die beiden Blutsbrüder Winnetou und Old Shatterhand geraten bei einem Treffen mit anderen Indianerstämmen in Streit und trennen sich. 15 Jahre später sucht Winnetou seinen alten Freund auf. Er möchte die schöne Annette, die Tochter von General Motors, heiraten. Winnetou bittet Old Shatterhand, der mittlerweile einen Bootsverleih in der Wüste betreibt, sein Trauzeuge zu sein. Doch dieser wird des Mordes an US-Präsident Abraham Lincoln verdächtigt und von dem skrupellosen Kopfgeldjäger und Zahnarzt Dr. Schmitz und seinem Komplizen, der Handpuppe Tschango, gejagt. Als die Blutsbrüder bei Annette und ihrem Vater in Fort Lauderdale ankommen, erkennt Old Shatterhand, dass General Motors nur hinter dem Land der Apachen her ist. Er öffnet Winnetou die Augen und verhindert so das unredliche Geschäft.
- Auf der Suche nach einem Wochenenddomizil gelangen Sissi, Franz und der Feldmarschall versehentlich in ein Geisterhaus. Franz möchte für seine Sissi ein Schloss kaufen, doch sie werden vom Makler versetzt und müssen daher die Nacht im Schloss verbringen, die sich für den Feldmarschall zum Albtraum entwickelt.
- Lutz und Löffler berichten von ihren Erlebnissen an der Wall Street. Um dem Knast zu entgehen, weil er beim Schwarzfahren erwischt wurde, benötigt Lutz 60 Dollar. Mit Hilfe des Finanzmaklers Mr. Moneymaker scheffelt er Millionen an der New Yorker Börse, die er alle wieder ausgibt.
- Die Crew des (T)Raumschiff Surprise (U.S.S. Hasselhoff) um Kork, Mr. Spuck und Schrotty soll den Planeten der Frauen vor dem fiesen King Klon und seiner Klon-Armee schützen, weil diese es auf die Haare der Frauen abgesehen haben, die sie für ihre Toupets benötigen, und bekommen dabei Unterstützung durch den Getränkelieferanten Sigi Solo und den Yeti.

## Hintergrund
Nachdem Michael Herbig mit Der Schuh des Manitu (2001), (T)Raumschiff Surprise – Periode 1 (2004) und Lissi und der wilde Kaiser (2007) bereits drei Kinofilme auf Grundlage der Bullyparade-Sketche realisiert hatte, äußerten Fans wiederholt den Wunsch nach einer weiteren Umsetzung auf der großen Leinwand.
Im Oktober 2015 bestätigte er auf seiner Facebook-Seite, dass es Pläne für eine erneute Adaption gebe. „Wir wollten mal wieder so richtigen Quatsch sehen, über den man herzhaft lachen kann, also haben wir ihn gemacht“, begründete Herbig die Entscheidung. Des Weiteren gab er bekannt, dass Bullyparade – Der Film sein letztes Komödienprojekt sein werde. Danach wolle er sich verstärkt anderen Genres und ernsteren Themen zuwenden.

## Produktion
Neben Herbigs eigenem Unternehmen herbX film fungiert die US-amerikanische Filmgesellschaft Warner Bros. als Produktionsfirma. Die Video-on-Demand-Plattform Amazon Video sicherte sich bereits vorab die Exklusivrechte an dem Film und durfte ihn noch vor dem DVD- und Blu-ray-Start zeigen.
Die Dreharbeiten begannen im März 2016 und konnten nach etwa acht Wochen beendet werden. Gedreht wurde im spanischen Almería, auf Schloss Egg (Landkreis Deggendorf), in Nordhalben (Landkreis Kronach) sowie in München und Umgebung.
Die Filmmusik wurde von Ralf Wengenmayr komponiert, der schon für mehrere Filme von Herbig engagiert wurde. Die Aufnahmen fanden in der neu eröffneten Synchron Stage Vienna in Österreich statt.
Laut Angaben von herbX beendete Bullyparade – Der Film sein Startwochenende „als stärkster deutscher Kinostart seit zwei Jahren“. Außerdem hat er den Rekord als in einem Zeitraum meistgesehener Film auf Amazon Video gebrochen.

## Besetzung
In der nachfolgenden Liste sind die Darsteller und ihre jeweiligen Rollen verzeichnet und den einzelnen Episoden zugeordnet. Zudem sind zu einigen der zahlreichen Filmzitate die Vorlagen angegeben.

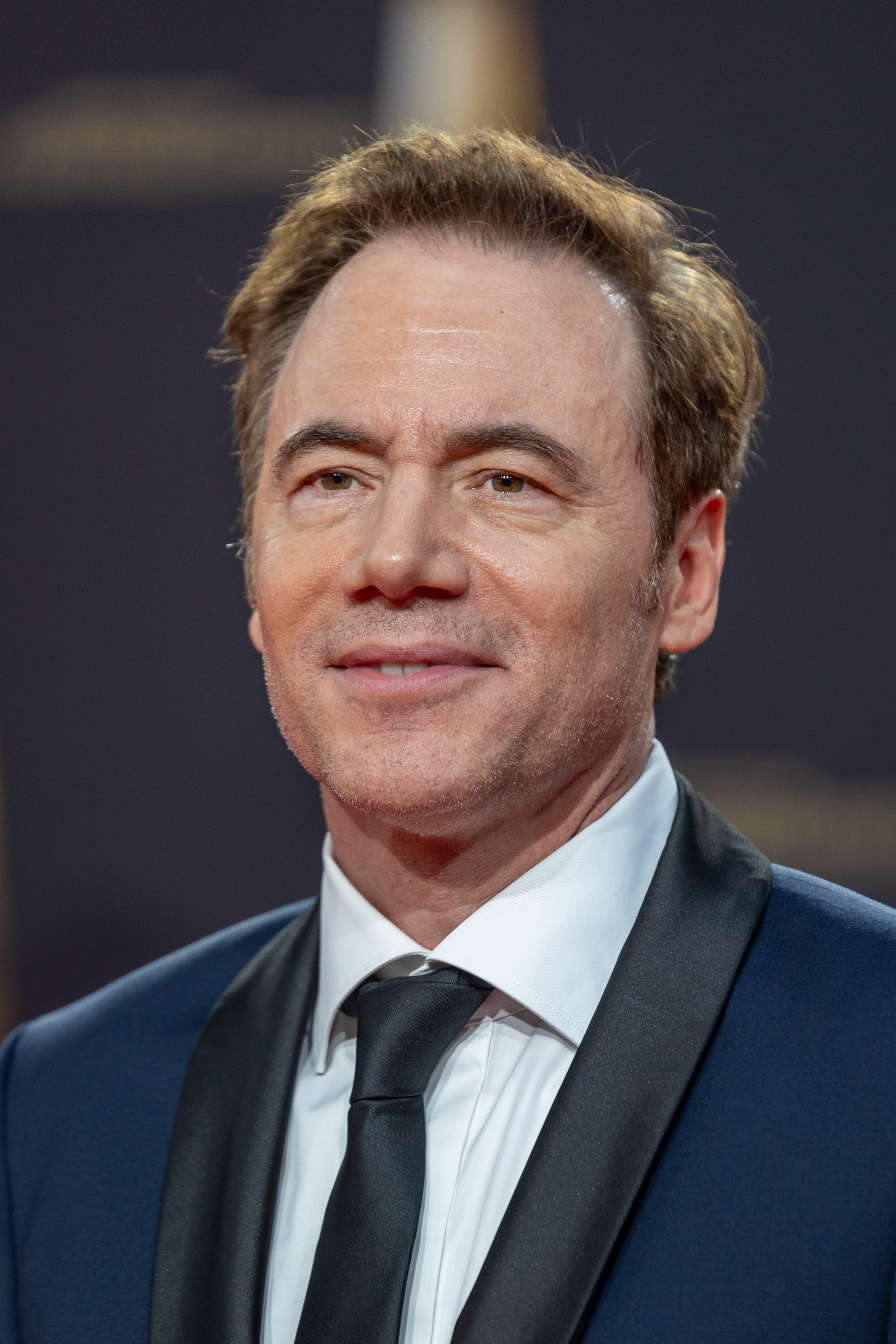
Michael Bully Herbig

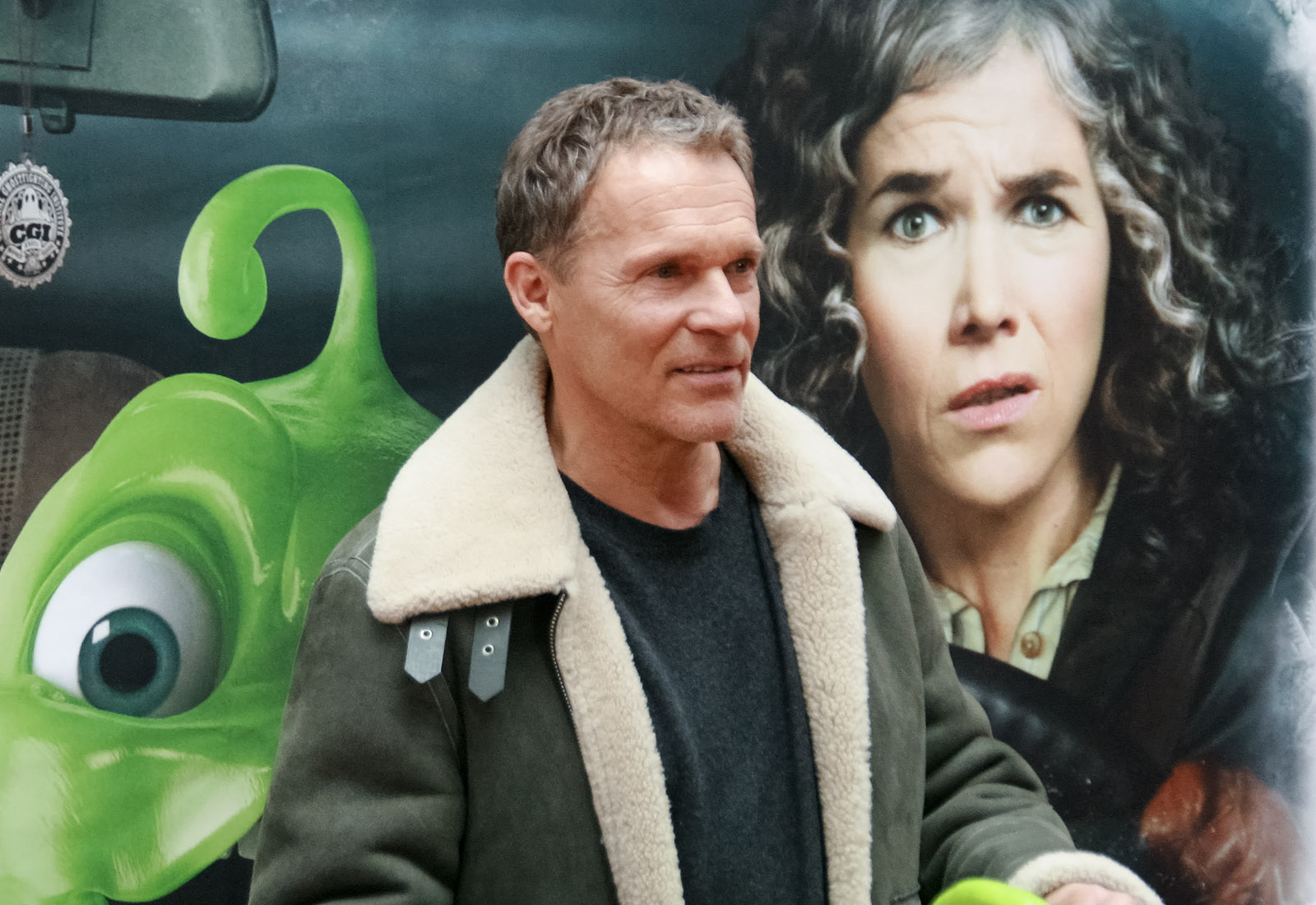
Christian Tramitz

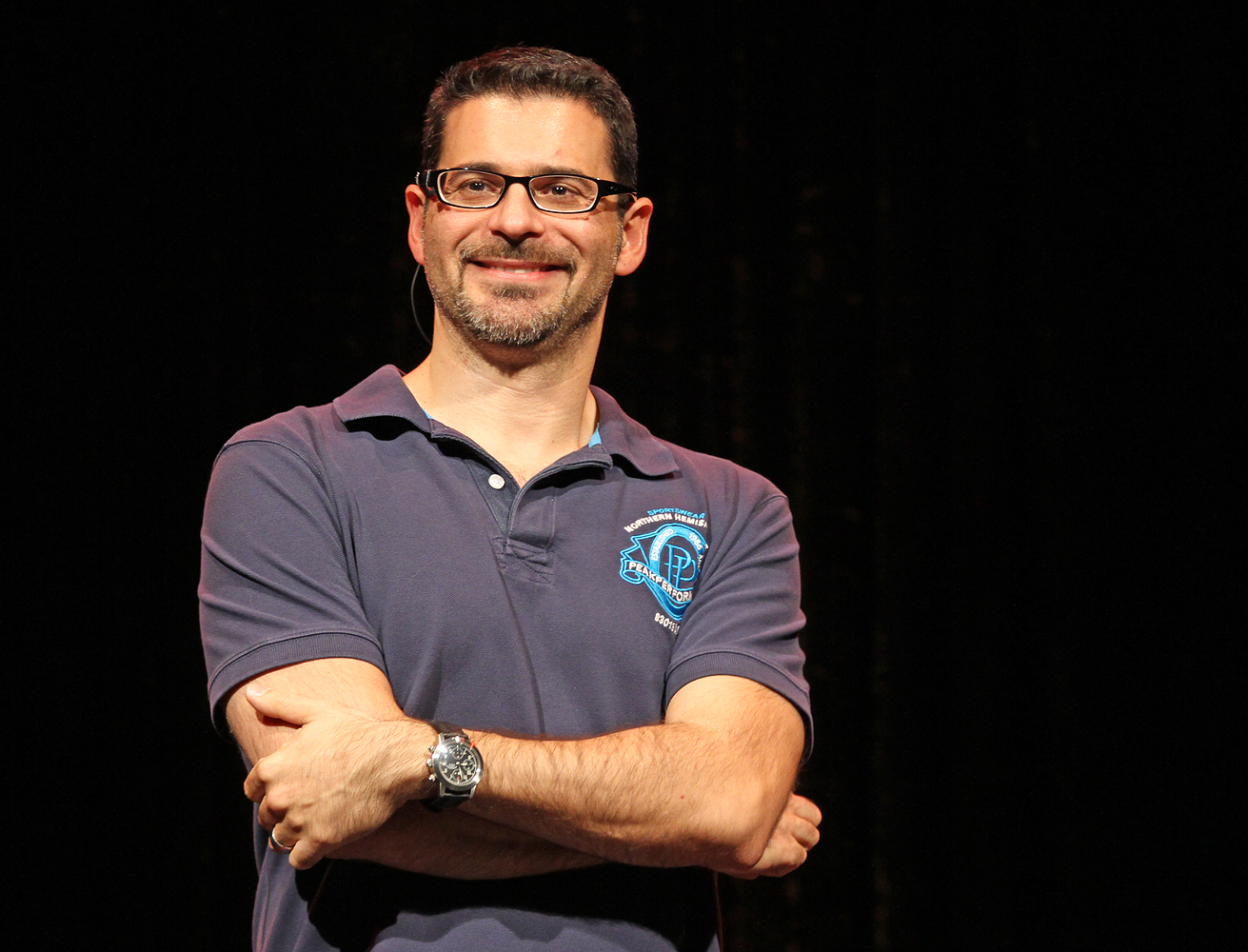
Rick Kavanian

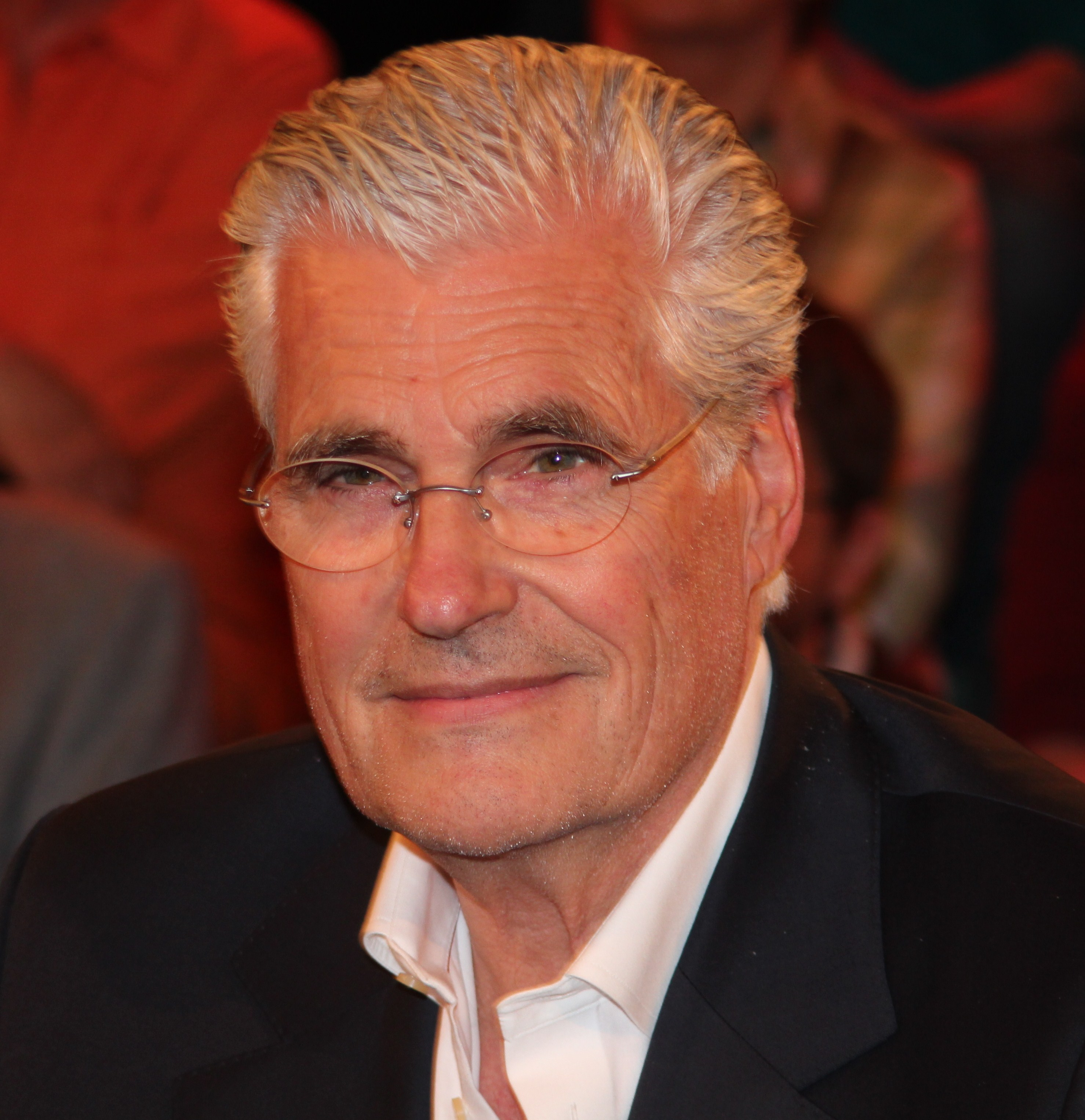
Sky du Mont

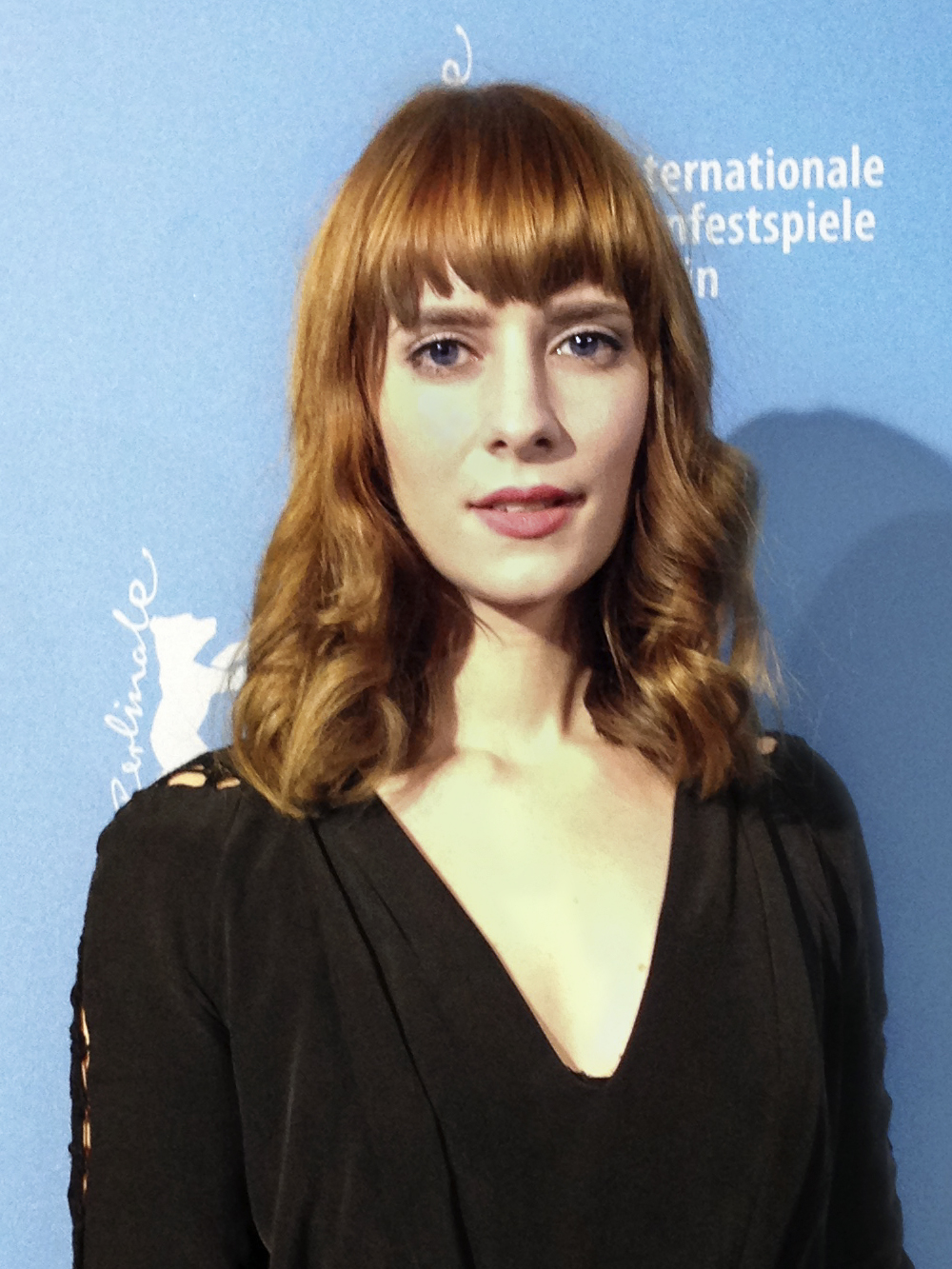
Cornelia Ivancan

| Andreas Fröhlich                                                       | Erzähler |
| Zurück in die Zone (→ Zurück in die Zukunft)                           | |
| Rick Kavanian                                                          | Jens Kasirske / Pavel Pipovič                                                                                        |
| Christian Tramitz                                                      | Jörg Kasirske / Bronko Kulička                                                                                       |
| Winnetou in Love (→ Karl-May-Verfilmungen)                             | |
| Michael Herbig                                                         | Winnetou (→ Karl May) / Kastagnette 1                                                                                |
| Christian Tramitz                                                      | Old Shatterhand (→ Karl May) / Kastagnette 2                                                                         |
| Rick Kavanian                                                          | Dr. Schmitz (→ Django Unchained) / Tschango (→ Django Unchained) / Standesbeamter / Kastagnette 3                    |
| Cornelia Ivancan                                                       | Annette |
| Sky du Mont                                                            | General Motors |
| Alexander Schubert                                                     | Lieutenant |
| Ivanka Brekalo                                                         | Brautjungfer |
| Robert Alan Packard                                                    | Medizinmann |
| Larimar López Arcos                                                    | Tschimalis |
| María Del Pilar Gómez                                                  | Apanatschi |
| Vincente Raul Gonzalez                                                 | Häuptling der Assiniboine                                                                                            |
| Laurence Burton                                                        | Häuptling der Kiowa                                                                                                  |
| Diana Herold                                                           | Bardame Mary Ann |
| Valentina Zell                                                         | Farmerin Nancy |
| Wechseljahre einer Kaiserin (→ Sissi – Schicksalsjahre einer Kaiserin) | |
| Michael Herbig                                                         | Sissi / König Ludwig                                                                                                 |
| Christian Tramitz                                                      | Franz |
| Rick Kavanian                                                          | Feldmarschall / Makler Dimitri (Dimitri Stoupakis)                                                                   |
| Irshad Panjatan                                                        | Costa |
| Lutz of Wall Street (→ The Wolf of Wall Street)                        | |
| Michael Herbig                                                         | Lutz |
| Rick Kavanian                                                          | Löffler |
| Christian Tramitz                                                      | Mr. Moneymaker |
| Kim Girschner                                                          | Asiatischer Anleger                                                                                                  |
| Jürgen Klaar                                                           | Kellner |
| Steffen Jung                                                           | Ronaldo |
| Planet der Frauen (→ Planet der Affen, Flash Gordon)                   | |
| Christian Tramitz                                                      | Jürgen Thorsten Kork (→ Star Trek)                                                                                   |
| Michael Herbig                                                         | Brigitte Spuck (→ Star Trek) / Sigi Solo (Sigi Schwarz → Star Wars) / C.L.A.U.S (Stimme → 2001: Odyssee im Weltraum) |
| Rick Kavanian                                                          | Schrotty (→ Star Trek) / King Klon (Jens Maul links → Star Wars) / Klon-Armee / Yeti (→ Star Wars) / James Beam      |
| Jeanne Goursaud                                                        | Babsirella (→ Barbarella)                                                                                            |
| Jasmin Lord                                                            | Susirella |
| Laura Berlin                                                           | Monirella |
| Jane Chirwa                                                            | Mozzarella |
| Denise Balaz                                                           | Doppelrella 1 |
| Desire Balaz                                                           | Doppelrella 2 |
| Rahul Chakraborty                                                      | Simultanübersetzer                                                                                                   |
| Liu Hao                                                                | Anchorman |
| Zuordnung vakant                                                       | |
| Meikel Engelmann                                                       | Berater |

## Gastauftritte
Mit Rolle und der vorkommenden Episode:
- Stefan Mross: Sergeant Mross (Winnetou in Love)
- Lena Meyer-Landrut: Brünette Sirene des Planeten PDF (Planet der Frauen)
- Lena Gercke: Blonde Sirene des Planeten PDF (Planet der Frauen)
- Til Schweiger: Sheriff Chiller (Winnetou in Love)
- Peter Maffay: selbst (Planet der Frauen)
- Matthias Schweighöfer: Börsianer (Lutz of Wall Street)
- Jürgen Vogel: Patient Prinz Otto / Klaus K. (Wechseljahre einer Kaiserin)
- Elyas M’Barek: Häuptling der Sioux (Winnetou in Love)

## Rezeption
Der Film errang in der ersten Woche in Deutschland Platz eins der Kinocharts und wurde von der Kritik überwiegend positiv aufgenommen. Dass sich der Film auf bewährte und bekannte Themata und Figuren stützt, wurde einerseits lobend, andererseits kritisch ausgelegt. Ein Teil der Kritik sah darin die Stärke des Films, insbesondere für Stammfans der „Bullyparade“, ein anderer Teil legte dies als Schwäche aus und hielt den Film für oberflächlich. Zum Teil wurde der Episodencharakter als „zusammengeschusterter Haufen von überlangen Einzelsketchen“ kritisiert. Es überwog jedoch die Bewertung, dass der Film die Erwartungen an eine Ulk-Komödie erfülle („Alle blödeln beherzt, was das Zeug hält“).